# Embankment (stanice metra v Londýně)
Embankment je stanice metra v Londýně, otevřená 30. května 1870. Již od počátku se stanice nacházela na lince District Line. Dnes se nachází na linkách:
- District Line a Circle Line (mezi stanicemi Westminster a Temple)
- Bakerloo Line a Northern Line (mezi stanicemi Charing Cross a Waterloo)

## Zajímavost
Nástupiště linky Northern Line ve směru Camden Town je jediné místo v Londýně, kde stále zní jedna z prvních verzí hlášení ‚Mind the Gap‘, které nahrál herec Oswald Laurence. Hlášení se vrátilo zpět speciálně na tuto stanici na žádost vdovy po Oswaldu Laurencovi poté, co byla jeho hlášení nahrazena novějším.
| Rok  | Počet cestujících |
| ---- | ----------------- |
| 2011 | 19,79 mil         |
| 2012 | 19,88 mil         |
| 2013 | 20,15 mil         |
| 2014 | 19,66 mil         |